# Piotr Hebda
Piotr Hebda – poseł do Sejmu Krajowego Galicji I kadencji (1861–1867), włościanin z Porąbki Uszewskiej w powiecie Brzesko.
Wybrany w IV kurii obwodu Kraków, z okręgu wyborczego nr 52 Brzesko-Radłów-Wojnicz. 